# توماش کالری
توماش کالری (انگلیسی: Tomasch Calore؛ زادهٔ ۲۲ ژانویهٔ ۱۹۹۷) بازیکن فوتبال است.
از باشگاه‌هایی که در آن بازی کرده‌است می‌توان به باشگاه فوتبال دلفینو پسکارا اشاره کرد.